# Hsiang Chun-Hsien
Hsiang Chun-hsien (向俊賢S, Xiàng JùnxiánP; Kaohsiung, 4 settembre 1993) è un altista taiwanese.

## Record nazionali
- Salto in alto: 2,29 m ( Kaohsiung, 21 ottobre 2015)
- Salto in alto indoor: 2,10 m ( Hangzhou, 16 febbraio 2014)

## Palmarès
| Anno | Manifestazione               | Sede           | Evento        | Risultato | Prestazione | Note  |
| ---- | ---------------------------- | -------------- | ------------- | --------- | ----------- | ----- |
| 2009 | Giochi asiatici giovanili    | Singapore      | Salto in alto | 4º        | 2,00 m      |       |
| 2010 | Giochi olimpici giovanili    | Singapore      | Salto in alto | 6º        | 2,11 m      |       |
| 2010 | Mondiali juniores            | Moncton        | Salto in alto | nm        | nm          |       |
| 2010 | Campionati asiatici juniores | Hanoi          | Salto in alto | Bronzo    | 2,19 m      |       |
| 2010 | Giochi asiatici              | Canton         | Salto in alto | 15º (q)   | 2,05 m      |       |
| 2011 | Campionati asiatici          | Kōbe           | Salto in alto | 7º        | 2,18 m      |       |
| 2012 | Campionati asiatici juniores | Colombo        | Salto in alto | Bronzo    | 2,16 m      |       |
| 2012 | Mondiali juniores            | Barcellona     | Salto in alto | 17º (q)   | 2,14 m      |       |
| 2014 | Campionati asiatici indoor   | Hangzhou       | Salto in alto | 9º        | 2,10 m      |       |
| 2014 | Giochi asiatici              | Incheon        | Salto in alto | nm        | nm          |       |
| 2015 | Campionati asiatici          | Wuhan          | Salto in alto | Argento   | 2,24 m      |       |
| 2015 | Universiadi                  | Gwangju        | Salto in alto | Bronzo    | 2,28 m      |       |
| 2015 | Mondiali                     | Pechino        | Salto in alto | 32º (q)   | 2,22 m      |       |
| 2016 | Giochi olimpici              | Rio de Janeiro | Salto in alto | 35º (q)   | 2,17 m      |       |
| 2017 | Campionati asiatici          | Bhubaneswar    | Salto in alto | 6º        | 2,20 m      |       |
| 2017 | Universiadi                  | Taipei         | Salto in alto | Bronzo    | 2,14 m      |       |
| 2018 | Giochi asiatici              | Giacarta       | Salto in alto | 7º        | nm          | [ 2 ] |
| 2019 | Campionati asiatici          | Doha           | Salto in alto | 12º       | 2,15 m      |       |

## Altre competizioni internazionali
2009
- 7º alle Gymnasiadi ( Doha), salto in alto - 2,00 m